# 朗德雷瓦尔泽克
朗德雷瓦尔泽克（法語：Landrévarzec，法語發音：[lɑ̃dʁevaʁzɛk]）是法国菲尼斯泰尔省的一个市镇，属于坎佩尔区。

## 地理
朗德雷瓦尔泽克（48°5'22"N, 4°3'38"W）面积20.32 平方千米，位于法国布列塔尼大區菲尼斯泰尔省，该省份为法国最西部的省份，位于布列塔尼半岛西部，北西南三面环大西洋，东临阿摩尔滨海省和莫尔比昂省。
与朗德雷瓦尔泽克接壤的市镇（或旧市镇、城区）包括：布列克、卡斯特、普洛戈内克、凯梅内旺、坎佩尔。

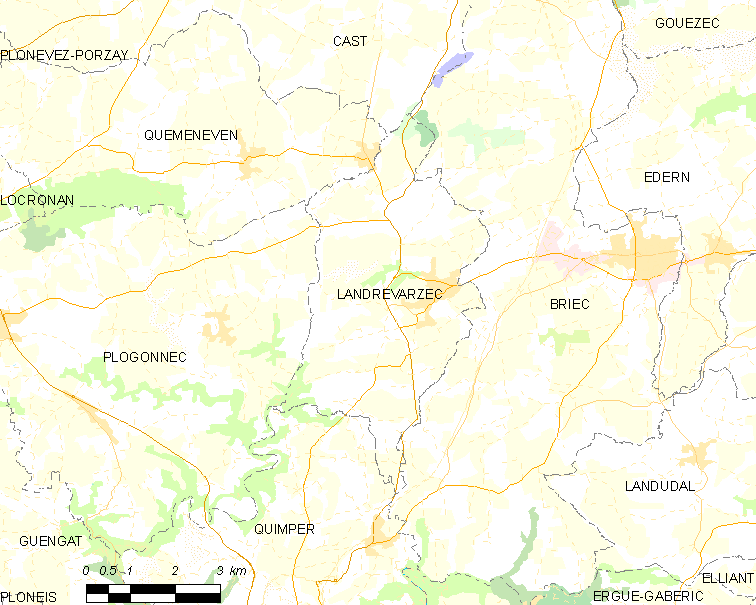
朗德雷瓦尔泽克的OSM定位图

朗德雷瓦尔泽克的时区为UTC+01:00、UTC+02:00（夏令时）。

## 行政
朗德雷瓦尔泽克的邮政编码为29510，INSEE市镇编码为29106。

## 政治
朗德雷瓦尔泽克所属的省级选区为布列克县。

## 人口

1962-2008年间朗德雷瓦尔泽克人口变化图示

朗德雷瓦尔泽克于2022年1月1日时的人口数量为1874人。